# Frente italiano (Primera Guerra Mundial)
En el marco de la Primera Guerra Mundial, el frente italiano hace referencia a una serie de batallas libradas entre los ejércitos de Austria-Hungría e Italia, junto con sus respectivos aliados, en el norte de Italia entre 1915 y 1918. Italia confiaba que uniéndose a los países de la Triple Entente contra las Potencias Centrales podría rescatar los territorios históricos italianos en manos de austríacos: el Tirol Cisalpino (actuales provincias de Trento y Bolzano), Istria, Dalmacia y el puerto de Trieste. Aunque Italia tenía la esperanza de comenzar la guerra con una ofensiva sorpresa destinada a actuar con rapidez y capturar varias ciudades austriacas, se empantanó en una guerra de trincheras similar a la frente occidental.

## Orígenes
A pesar de ser uno de los Estados miembros de la Triple Alianza, junto a Austria-Hungría y Alemania, Italia no declaró la guerra en agosto de 1914 a la Triple Entente, pues consideró que dicha alianza era de carácter defensivo y la agresión austrohúngara a Serbia no obligaba a Italia a tomar parte del conflicto.
Históricamente, Italia tenía una larga rivalidad con Austria-Hungría, la cual se remonta al Congreso de Viena en 1815, después de la derrota de Napoleón y el fin de las guerras napoleónicas, que concedió varias regiones de la península itálica al Imperio austriaco, algunas de las cuales continuaban bajo control austriaco, aun después de la unificación italiana.
En las primeras etapas de la guerra, la diplomacia aliada estuvo cortejando a Italia, tratando de garantizar su participación, lo cual se tradujo en la firma del Tratado de Londres, el 26 de abril de 1915, en el cual Italia renunciaba a sus obligaciones con la Triple Alianza. Finalmente, ante la posibilidad de incorporar al territorio nacional aquellas zonas con presencia lingüística italiana en poder de Austria, el 23 de mayo de 1915 el Reino de Italia declaraba la guerra al Imperio austrohúngaro, a Alemania, a Reino de Bulgaria y al Imperio otomano. De este modo se unió a la Triple Entente.

## Campañas de 1915 y 1918

### Últimos preparativos
A finales de mayo, pocos días después de la declaración de guerra italiana, los austrohúngaros crearon un nuevo ejército, el 5.º, que debía encargarse de la defensa del sector del río Isonzo y que quedó a cargo del general Svetozar Boroević von Bojna. En la semana que transcurrió entre la declaración de guerra y los primeros ataques italianos, los austrohúngaros concentraron ocho divisiones en la zona, algunas provenientes del inactivo frente serbio.
Además, el ejército colaboró en la evacuación de la población civil de la frontera, que pronto sería teatro bélico. La mitad de la población de Gorizia se marchó voluntariamente de la ciudad. Los pueblos del Carso también se vaciaron. El curso alto y medio del Isonzo fue evacuado por completo por el ejército. Ochenta mil personas, eslovenos, fueron trasladados a la orilla oriental del río; miles de ellos, sin embargo, fueron alojados en barracones en las afueras de la capital imperial, donde pasaron el resto de la guerra.
La declaración de guerra italiana mejoró los ánimos en el imperio, especialmente en la zona codiciada por Italia. En las regiones alpinas de Carintia y el Tirol, se presentaron veinticinco mil voluntarios para combatir a los italianos. La guerra contra Italia también fue en general bien vista entre los eslavos cuyos territorios anhelaba Italia, especialmente entre los eslovenos, que la vieron como una defensa de la patria.

Situación del frente italiano entre 1915 y 1917, en azul las conquistas iniciales de los italianos.

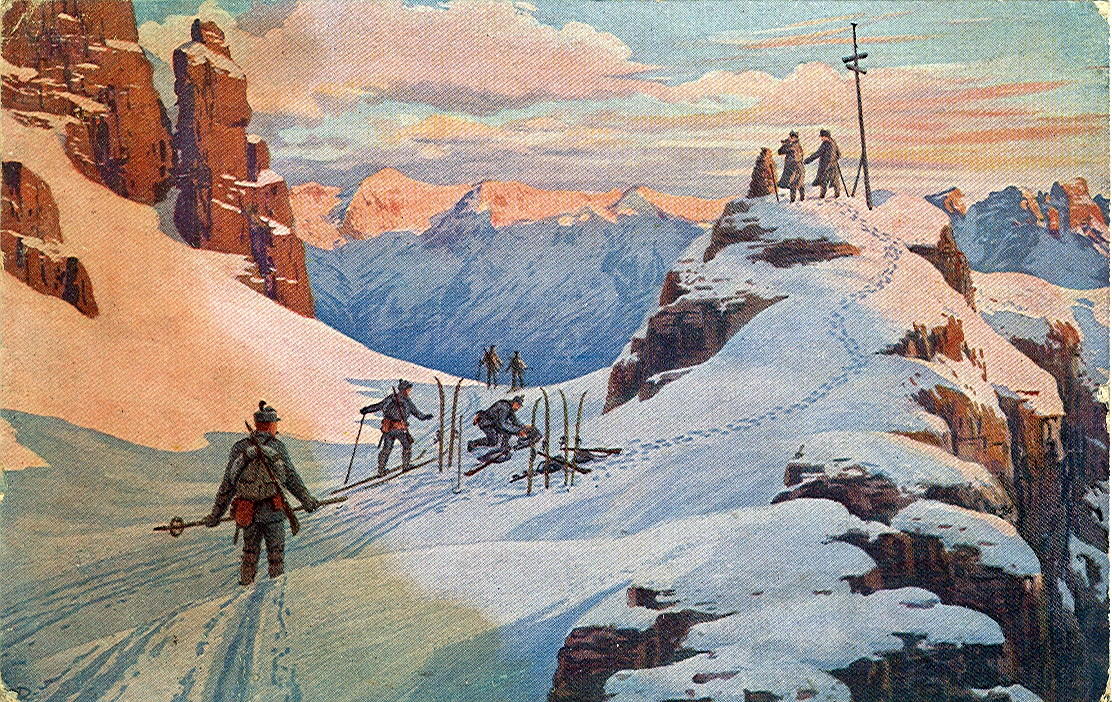
Ilustración de 1916 que muestra a las tropas de montaña austríacas en los Alpes.

### Primeras batallas
El primer ataque de Italia fue dirigido para conquistar la ciudad de Gorizia, a través del río Isonzo. A partir de finales de junio de 1915, del Karst continuaron intensos combates en los que la primera línea cedió bajo la artillería italiana cerca de la parte 89 de Redipuglia durante la primera batalla del Isonzo. Durante la segunda ofensiva de verano, los ataques italianos obligaron a los austro-húngaros a retirarse a sus trincheras a unos cientos de metros en la meseta Doberdò y frente a la localidad de San Martino del Carso, mientras que en la zona de San Miguel cayó una importante trinchera Austro-Húngara situada (medidas 140 y 170) en donde las tropas italianas fueron capaces de amenazar la parte superior de la montaña. Delante de Gorizia, incluyendo Podgora y Monte Sabotino, los ataques italianos no tuvieron éxito, y también a lo largo del Isonzo, la línea defensiva de Austria se mantuvo casi sin cambios. Una vez más, el Comando Supremo italiano insistió con ataques frontales pero la mala coordinación de la artillería italiana con planes para atacar a la infantería fracasaron. Cabe destacar que a los soldados italianos empezaban a faltar municiones y esto llevó a Cadorna a detener los ataques.
Tras concluir la segunda batalla del Isonzo a finales de agosto, los dos bandos estaban agotados por los casi continuos combates. Por ello, Cadorna rehusó emprender una nueva ofensiva para ayudar a la que Joffre deseaba acometer en Champaña. Los austrohúngaros, por su parte, aprovecharon el respiro para reforzar sus posiciones, aunque solo pudieron enviar tres divisiones a este frente, aunque tuvieron que retirar otras dos. Además, se dispusieron de tres líneas de trincheras y cuevas, para proteger a la infantería de la artillería enemiga, que estaban listas a mediados de octubre y protegían el frente de Tolmein a Trieste. La escasez de artillería, en especial pesada, no se pudo sino paliar; pese a ello, los austriacos pasaron de contar con 462 cañones, 62 de ellos medios y pesados, en agosto a tener 604, 108 medios y pesados, a mediados de octubre.
La tercera batalla del Isonzo, en la que los italianos pretendieron conquistar Gorizia, se libró en octubre y principios de noviembre, pero aunque costó gran cantidad de bajas a los dos bandos, no cambió el trazado del frente.
El siguiente otoño Cadorna ordenó nuevos ataques contra las posiciones enemigas, que por su parte, aprovecharon la tregua para reforzar y consolidar ubicaciones operativas. A pesar de los esfuerzos de las fuerzas armadas desplegadas segundo y tercero batallón delante de Gorizia y la del Carso en Monte Nero, los dos nuevos ataques planeados por el general Cadorna no llevaron a un efecto deseado. Los italianos lograron conquistar y a la vez perder la aldea destruida de Oslavia, y consiguieron llevar de muy poco más adelante la línea de trincheas en el frente de Doberdò.  A finales de 1915, el ejército italiano a lo largo del Isonzo registró un total de 235 000 pérdidas (muertos, heridos y enfermos, prisioneros y desaparecidos), mientras que los austriacos, se defendía casi exclusivamente, sufrieron pérdidas de más de 150.000 soldados. Los austro-húngaros comenzaron a preocuparse por sus pérdidas, pero su sistema de defensa realmente continuaba a ser muy efectivo, su sistema llevó a que más de una vez los italianos pudieran ver sus esfuerzos fracasados. En invierno se había llegado a un punto en que ninguno de los dos frentes quería más atacar, porque las pérdidas por ambas partes fueron altas y ya ninguno podía permitirse el lujo de continuar una lucha hasta el último hombre.

### La ofensiva italiana del Basson
La ofensiva del cerro Basson fue una breve e intensa batalla disputada en el mes de agosto de 1915. Constituye la primera, y tal vez la única, verdadera ofensiva italiana en la zona de Trentino, la cual derivó en un absoluto desastre. En las semanas anteriores a la batalla, lo comandantes italianos, a la luz de los desilusionantes resultados de los ataques en el río Isonzo, estudian rápidamente la posibilidad de realizar una ofensiva destinada a romper las líneas austríacas en el altiplano de Luserna, para abrirle al ejército italiano el camino a Trento. Sin embargo, el ataque inicial fue mal planificado y se hizo con información errónea sobre el número de defensores austríacos.
A pesar de todo, el general italiano Pasquale Oro ordenó el ataque en la noche del 25 de agosto a las 23.00. Inicialmente el ataque se concentró contra los fuertes austríacos de Vezzena y Verle, y contras las posiciones del cerro Basson. En las primeras fases de la batalla se observó un ligero éxito italiano, capturando las primeras trincheras austríacas y ganando algunos kilómetros a lo largo del frente. Sin embargo, la encarnizada defensa de los fuertes Vezzena-Verle obligó a los italianos a retirarse y reorganizarse en un bosque cercano, pero sin grandes pérdidas. De esta forma se detuvo la primera oleada del ataque. Pero aunque las acciones no se estaban desenvolviendo como estaba previsto, se ordenó proseguir con el ataque las posiciones del cerro Basson.
Sin un objetivo preciso y una táctica bien estudiada, los soldados italianos avanzaron desordenadamente bajo el incesante fuego enemigo. A medida que las tropas italianas subían la colina las defensa austríaca se hacían cada vez más intensa. Se continuó luchando hasta el amanecer del día sucesivo, cuando se recibe la orden de retirada. Aprovechando la situación, los austríacos salieron de sus posiciones improvisando una contraofensiva. El resultado final fue desastroso para los italianos.

### Ofensiva del Asiago
Tras las desastrosas ofensivas italianas, los austríacos comenzaron a planificar una contraofensiva (llamada Strafexpedition 'Expedición punitiva') en el Trentino, dirigiéndose hacia la meseta de Asiago, con el objetivo de romper el frente entrando a través de la llanura del río Po, aislando a los Ejércitos italianos II, III y IV, en el norte del país.
La ofensiva comenzó el 11 de marzo de 1916 con 15 divisiones rompiendo las líneas italianas. A pesar de advertir una ofensiva inminente, el comandante local de las fuerzas italianas optó por llevar a cabo ofensivas locales en lugar de preparar una defensa sólida. De este modo, las defensas italianas poco preparadas se colapsaron, y sólo se evitó una derrota gracias a la transferencia de refuerzos procedentes de otros frentes.

### Sucesivas batallas del Isonzo
En el curso del año 1916, tuvieron lugar otras 4 batallas en el río Isonzo. La primera de las cuales (la sexta batalla del Isonzo) fue desencadenada por un ataque italiano en el mes de agosto, logrando un mayor nivel de éxito gracias a que las líneas austríacas se encontraban debilitadas, a consecuencia del envío de tropas al Frente Oriental para contener la ofensiva de Alekséi Brusílov. El ataque no reportó ventajas significativas en el plano estratégico, más allá de la captura de Gorizia, lo cual exaltó el espíritu de las tropas italianas. La séptima, octava y novena batalla del Isonzo, disputadas entre el 14 de septiembre y el 4 de noviembre, no hicieron más que extenuar a los ya exhaustos ejércitos de ambas naciones.

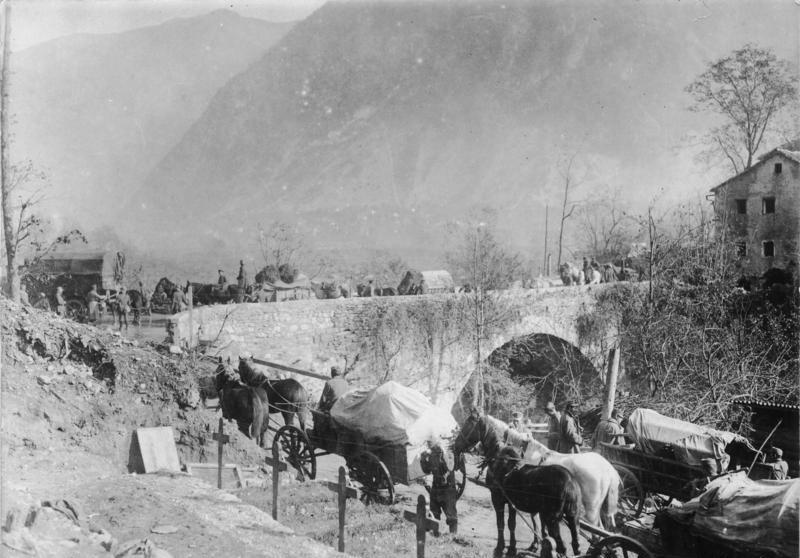
Columna alemana en el río Isonzo, octubre de 1917.

## Intervención alemana
Después de los modestos triunfos conseguidos en la décima batalla de Isonzo, los italianos efectuaron dos ataques contra las líneas austro-húngaras al norte y al este de Gorizia. El avance al este fue contenido sin mayor dificultad, pero bajo el comando de Luigi Capello los italianos lograron romper las líneas enemigas y penetraron en el altiplano de Bainsizza. Las tropas italianas casi lograron la victoria, pero fueron obligadas a retirarse porque sus líneas de suministros y refuerzos no lograban andar al ritmo de los destacamentos de la primera línea.
Sucedida la undécima batalla del Isonzo, los austriacos, exhaustos recibieron el auxilio de divisiones alemanas provenientes del frente ruso, después del fracaso de la ofensiva del general Kerensky en julio de 1917. Los alemanes introdujeron la utilización de tácticas de infiltración en las líneas enemigas y ayudaron a los austríacos a preparar una nueva ofensiva.
Entre tanto, las tropas italianas, afectadas por una moral baja, eran diezmadas por las deserciones. Los soldados eran obligados a vivir en condiciones infrahumanas, y a enfrentar sangrientas batallas que no reportaban mayores resultados. El 24 de octubre de 1917 las fuerzas austro-alemanas comenzaron la batalla de Caporetto con un incesante fuego de artillería, apoyados de comandos, los denominados Sturmtruppen alemanes, emplazados tras las líneas italianas con el objeto de realizar acciones de sabotaje. Al término del primer día de combates, los italianos fueron obligados a retirarse hasta el río Tagliamento.

## Batalla de Vittorio Veneto
La Batalla de Vittorio Veneto, entre el 24 de octubre y el 4 de noviembre de 1918, fue el enfrentamiento culminante en el frente italiano de la Primera Guerra Mundial. Los Aliados, liderados por las fuerzas italianas dirigidas por el general Armando Diaz, lanzaron una ofensiva decisiva contra las fuerzas austrohúngaras. Avanzando rápidamente, rompieron las líneas enemigas y capturaron a decenas de miles de soldados en el proceso. La moral del ejército austrohúngaro se desplomó, lo que llevó a una rendición masiva de unidades enemigas. Esta victoria fue fundamental para el colapso final del Imperio Austrohúngaro y contribuyó significativamente al fin de la guerra. El armisticio de Villa Giusti, firmado el 4 de noviembre de 1918, marcó el cese de las hostilidades en el frente italiano y allanó el camino para la rendición completa de las Potencias Centrales.